# Donaciella pubicollis
Donaciella pubicollis är en skalbaggsart som först beskrevs av Christian Wilhelm Ludwig Eduard Suffrian 1872.  Donaciella pubicollis ingår i släktet Donaciella och familjen bladbaggar. Inga underarter finns listade i Catalogue of Life.